# Kuzmin
Kuzmin (ćir.: Кузмин) je naselje u općini Srijemska Mitrovica u Srijemskom okrugu u Vojvodini.

## Stanovništvo
U naselju Kuzmin živi 3.391 stanovnik, od čega 2.073 punoljetnih stanovnika s prosječnom starosti od 40,6 godina (40,1 kod muškaraca i 41,2 kod žena). U naselju ima 1.050 domaćinstva, a prosječan broj članova po domaćinstvu je 3,23.
Prema popisu iz 1991. godine u naselju je živjelo 3.491 stanovnik.
| Etnički sastav 2002. |            |        |
| Narod                | Stanovnika |        |
| Srbi                 | 3.272      | 96,49% |
| Hrvati               | 19         | 0,56%  |
| Mađari               | 17         | 0,50%  |
| Jugoslaveni          | 13         | 0,38%  |
| Romi                 | 10         | 0,29%  |
| Nijemci              | 8          | 0,23%  |
| Slovaci              | 5          | 0,14%  |
| Rusnini              | 5          | 0,14%  |
| Crnogorci            | 2          | 0,05%  |
| ostali               | 2          | 0,04%  |
| nepoznato            | 9          | 0,26%  |

| broj stanovnika | 3916  | 3953  | 4083  | 3888  | 3730  | 3491  | 3391  |
|                 | 1948. | 1953. | 1961. | 1971. | 1981. | 1991. | 2001. |

## Vanjske poveznice
- Karte, položaj vremenska prognoza[neaktivna poveznica]
- [neaktivna poveznica]